# Monocentris
Monocentris là một chi cá trong họ Monocentridae, có thể tìm thấy ở vùng Ấn Độ Dương và Thái Bình Dương.

## Các loài
Có 4 loài được ghi nhận:
- Monocentris japonica (Houttuyn, 1782)
- Monocentris neozelanicus (Powell, 1938)
- Monocentris reedi (L. P. Schultz, 1956)
- Monocentris chrysadamas Su, Lin & Ho, 2022